# Arno Neumann (Fußballspieler)
Ernst Arno Neumann (* 7. Februar 1885 in Dresden; † 7. März 1966 in Radebeul) war ein deutscher Fußballspieler.

## Karriere

### Vereine
Neumann gehörte von 1900 bis 1925 dem Dresdner SC als Rechtsaußen an, für den er ab der Saison 1901/02 in der vom Verband Dresdner Ballspiel-Vereine in der I. Klasse organisierten Stadtmeisterschaft spielte und diese auch gewann. Diesbezüglich nahm er auch an der vom Verband Mitteldeutscher Ballspiel-Vereine organisierten ersten Mitteldeutschen Meisterschaft teil. Das am 17. März 1902 in Leipzig ausgetragene Finale wurde jedoch gegen den SC Wacker Leipzig, Meister des Gau Nordwestsachsen, mit 3:6 verloren. In der Folgesaison gewann er die Meisterschaft im Gau Ostsachsen, nachdem das Entscheidungsspiel um Platz 1 gegen den punktgleichen Mittweidaer BC mit 6:0 in Dresden gewonnen wurde. Das abermals erreichte Finale um die Mitteldeutsche Meisterschaft wurde am 3. Mai 1903 in Dresden mit 0:4 gegen den VfB Leipzig verloren. Diese Konstellation ergab sich auch in der Saison 1903/04, wobei die ursprünglich am 5. und erneut am 19. Juni 1904 angesetzte Finalbegegnung – mit Beschluss vom 23. Juni 1904 – aus Terminnot nicht mehr angesetzt und somit nicht mehr ausgetragen wurde. Erst mit dem erneut notwendig gewordenen Entscheidungsspiel um Platz 1 gegen den Mittweidaer BC, das mit 4:2 am 16. April 1905 gewonnen wurde, konnte die dritte Meisterschaft im Gau Ostsachsen errungen werden. Das am 21. April 1905 in Leipzig gegen den Halleschen FC 1896 ausgetragene Finale, wurde nunmehr im dritten Anlauf mit 3:2 gewonnen. Mit diesem Erfolg war er mit dem Dresdner SC als Teilnehmer an der Endrunde um die Deutsche Meisterschaft qualifiziert. Er erzielte in seinem ersten Endrundenspiel, dem am 28. Mai 1905 mit 5:3 gegen den SC Victoria Hamburg gewonnenen Viertelfinale innerhalb von fünf Minuten die Tore zum 1:1 und 2:1. Das am 4. Juni in Leipzig ausgetragene Halbfinale wurde mit 2:5 gegen den BTuFC Union 1892 verloren. Das am 8. April 1906 letztmals erreichte Finale fand keinen Sieger, da er mit seiner Mannschaft nicht angetreten war. In den folgenden Spielzeiten gewann er mit der Mannschaft noch fünfmal die Ostsächsische Meisterschaft.

### Nationalmannschaft
Neumann bestritt am 20. April 1908 in Berlin als erster Dresdner Spieler ein Länderspiel für die A-Nationalmannschaft. Im Testspiel gegen die Nationalmannschaft Englands wusste er durchaus zu überzeugen, die 1:5-Niederlage jedoch nicht zu verhindern.

## Erfolge
- Mitteldeutscher Meister 1905
- Ostsächsischer Meister: 1903, 1904, 1905, 1906, 1907, 1908, 1909, 1911, 1912
- Stadtmeister Dresden 1902

## Sonstiges
Neumann war vom 1. August 1924 bis zum 31. Dezember 1929 Vorsitzender des Dresdner SC. Nach seiner Karriere war er zudem als Sportjournalist für die Tageszeitung Dresdner Neueste Nachrichten tätig. Bereits zum 1. November 1932 trat er der NSDAP bei (Mitgliedsnummer 1.378.404).